# 杜寀
杜寀（1479年—？），字仲和，四川潼川州遂寧縣人，民籍，明朝政治人物。

## 生平
弘治十七年（1504年）甲子科四川鄉試第三十二名舉人，正德三年（1508年）中式戊辰科會試第三百三十九名，三甲第二百三十一名進士。歷官主事。

## 家族
曾祖杜汝舟，醫學典科；祖父杜尚文，壽官；父杜威，監生。母汪氏。重慶下。兄杜寅、杜宸。